# Isaiah Whitehead
Isaiah Whitehead (Brooklyn, Nueva York, 8 de marzo de 1995) es un baloncestista estadounidense que pertenece a la plantilla del Ironi Ness Ziona B.C. de la Ligat ha'Al. Con 1,96 metros de estatura, juega en la posición de base.

## Trayectoria deportiva

### Universidad
Tras participar en 2014, en su etapa de instituto, en el prestigioso McDonald's All-American Game, y en el Jordan Brand Classic, jugó dos temporadas con los Pirates de la Universidad Seton Hall, en la que promedió 15,8 puntos, 3,7 rebotes y 4,5 asistencias por partido. En su primera temporada fue incluido en el mejor quinteto de rookies de la Big East Conference, y al año siguiente en el absoluto. Fue galardonado además en 2016 con el Premio Haggerty al mejor jugador del área metropolitana de Nueva York.

### NBA
Fue elegido en la cuadragésimo segunda posición del Draft de la NBA de 2016 por Utah Jazz, pero fue traspasado a Brooklyn Nets a cambio de los derechos de la elección 55, Marcus Paige, y dinero.

### Europa
[actualizar]
El 27 de agosto de 2021, firma por el Beşiktaş de la Basketbol Süper Ligi.
El 23 de septiembre de 2022 fichó por el MHP Riesen Ludwigsburg de la Basketball Bundesliga alemana.
El 15 de enero de 2023, regresa al Beşiktaş de la Basketbol Süper Ligi.
El 22 de agosto de 2023 firmó con el Ironi Ness Ziona B.C. de la Ligat ha'Al israelí.

## Estadísticas de su carrera en la NBA

### Temporada regular
| Año     | Equipo   | PJ | PT | MPP  | %TC  | %3P  | %TL  | RPP | APP | ROB | TPP | PPP |
| ------- | -------- | -- | -- | ---- | ---- | ---- | ---- | --- | --- | --- | --- | --- |
| 2016-17 | Brooklyn | 73 | 26 | 22.5 | .402 | .295 | .805 | 2.5 | 2.6 | .6  | .5  | 7.4 |
| 2017-18 | Brooklyn | 16 | 0  | 11.3 | .465 | .389 | .684 | 1.6 | 1.3 | .5  | .1  | 6.3 |
| Total   | Total    | 89 | 26 | 20.5 | .411 | .305 | .788 | 2.4 | 2.4 | .6  | .4  | 7.2 |